# Begonia leptantha
Begonia leptantha là một loài thực vật có hoa trong họ Thu hải đường. Loài này được C.B.Rob. mô tả khoa học đầu tiên năm 1911 publ. 1912.